# 曽田三郎
曽田 三郎（そだ さぶろう、1948年(昭和23年) - ）は、日本の近代中国史学者、広島大学名誉教授。

## 経歴
1948年、島根県松江市で生まれた。1966年、松江北高等学校を卒業し、広島大学文学部東洋史学科に入学。1971年に卒業し、同大学大学院文学研究科東洋史学専攻に進学。1976年に博士課程を単位取得後退学。
同1976年、広島大学総合科学部助手に採用された。1982年より同文学部助手。1983年、下関市立大学経済学部助教授に就いた。1990年に広島大学文学部助教授となった。1993年、学位論文『中国近代製糸業史の研究』を広島大学に提出して文学博士号を取得。1999年に教授昇格。2001年、文学研究科教授に配置換え。2012年に広島大学を定年退任し、名誉教授となった。

## 著作
著書
- 『中国近代製糸業史の研究』汲古書院 1994
- 『立憲国家中国への始動 明治憲政と近代中国』思文閣出版 2009
- 『中華民国の誕生と大正初期の日本人』思文閣出版 2013[2]

共編著
- 『中国の近代化と政治的統合』横山英共編、渓水社 1992
- 『中国近代化過程の指導者たち』編、東方書店 1997
- 『近代中国と日本 提携と敵対の半世紀』編著、御茶の水書房 2001
- 『中国抗日戦争史 中国復興への路』劉大年・白介夫編、松重充浩・水羽信男・谷渕茂樹・丸田孝志共訳、桜井書店 2002

## 参考
- 「曽田三郎先生略歴」『拓蹊』1, 2012年.PDF